# Clase Baltimore
La Clase Baltimore de cruceros pesados de la Armada de los Estados Unidos consistió de catorce unidades: Baltimore (1943), Boston (1943), Canberra (1943), Quincy (1943), Pittsburgh (1944), Saint Paul (1945), Columbus (1945), Helena (1945), Bremerton (1945), Fall River (1945), Macon (1945), Toledo (1946), Los Angeles (1945) y Chicago (1945).

## Características
Crucero de 13 600 t de desplazamiento, 205 m de eslora, 21 m de manga y 7 m de calado; una propulsión de 4× turbinas de vapor con 120 000 shp (velocidad 33 nudos); y de armas 9× cañones de 203 mm, 12× cañones de 127 mm, 48× cañones de 40 mm y 24× cañones de 20 mm.

## Unidades
- USS Baltimore (CA-68) - 1943
- USS Boston (CA-69) - 1943
- USS Canberra (CA-70) - 1943
- USS Quincy (CA-71) - 1943
- USS Pittsburgh (CA-72) - 1944
- USS Saint Paul (CA-73) - 1945
- USS Columbus (CA-74) - 1945
- USS Helena (CA-75) - 1945
- USS Bremerton (CA-76) - 1945
- USS Bridgeport (CA-126) cancelado
- USS Cambridge (CA-127) cancelado
- USS Fall River (CA-131) - 1945
- USS Macon (CA-132) - 1945
- USS Toledo (CA-133) - 1946
- USS Los Angeles (CA-135) - 1945
- USS Chicago (CA-136) - 1945
- USS Norfolk (CA-137) cancelado
- USS Scranton (CA-138) cancelado